# Thomas Wabel
Thomas Wabel (* 1966 in Darmstadt) ist ein deutscher evangelischer Theologe.

## Leben
Nach dem Studium der Evangelischen Theologie in Heidelberg, Bonn und Oxford legte er 1992 das erste theologische Examen ab. Nach der Promotion 1996 zum Dr. theol. an der Ruprecht-Karls-Universität Heidelberg absolvierte er von 1996 bis 1998 das Vikariat innerhalb der Evangelischen Kirche in Hessen und Nassau (Jugenheim/Rhh.). Von 2002 bis 2008 war er wissenschaftlicher Assistent (C 1) an der Theologischen Fakultät der Humboldt-Universität zu Berlin, Lehrstuhl für Systematische Theologie mit Schwerpunkt Hermeneutik und Religionsphilosophie, Christof Gestrich. Nach der Habilitation 2009 in Systematischer Theologie an der Theologischen Fakultät der Humboldt-Universität zu Berlin war er von 2013 bis 2014 Professor (W 3) für Evangelische Theologie / Religionspädagogik (Schwerpunkt Systematische Theologie) an der Pädagogischen Hochschule Weingarten. Seit 2014 ist er Professor für Systematische Theologie und Theologische Gegenwartsfragen an der Universität Bamberg.

## Schriften (Auswahl)
- Sprache als Grenze in Luthers theologischer Hermeneutik und Wittgensteins Sprachphilosophie, de Gruyter, 1998, ISBN 3-11-015863-9.
- (Hrsg.): Grenzen der Verfügbarkeit. Menschenwürde und Embryonenschutz im Gespräch zwischen Theologie und Rechtswissenschaft, Berlin 2004, ISBN 3-928366-78-5.
- (als Hrsg. zusammen mit Christof Gestrich), Freier oder unfreier Wille? Handlungsfreiheit und Schuldfähigkeit im Dialog der Wissenschaften. Berlin 2005, ISBN 3-88981-181-7.
- (als Hrsg. mit Christof Gestrich), Gott in der Kultur. Moderne Transzendenzerfahrungen und die Theologie, Berlin 2006, ISBN 3-88981-192-2.
- (als Hrsg. mit Christof Gestrich), Gesund an Leib und Seele. Dimensionen der Heilung. Berlin 2007, ISBN 3-88981-218-X.
- Die nahe ferne Kirche. Studien zu einer protestantischen Ekklesiologie in kulturhermeneutischer Perspektive, Mohr Siebeck (Tübingen) 2010, ISBN 978-3-16-150369-6.
- (als Hrsg. zusammen mit Michael Weichenhan), Kommentare. Interdisziplinäre Perspektiven auf eine wissenschaftliche Praxis, Frankfurt/M. 2011, ISBN 978-3-631-57294-8.
- (als Hrsg. mit Florian Höhne und Torben Stamer) Öffentliche Theologie zwischen Klang und Sprache, Hymnen als eine Verkörperungsform von Religion, Leipzig 2017, ISBN 3-374-05111-1.
- (als Hrsg. mit Torben Stamer und Johnathan Weider) Zwischen Diskurs und Affekt. Politische Urteilsbildung in theologischer Perspektive, Leipzig 2018, ISBN 3-374-05657-1.
- (als Hrsg. mit Philipp David, Thomas Erne, Malte Dominik Krüger) Körper und Kirche. Symbolische Verkörperung und protestantische Ekklesiologie, Leipzig 2021, ISBN 978-3-374-06331-4.
- (als Hrsg. mit Katharina Eberlein-Braun, Torben Stamer) Space and Place as a Topic for Public Theologies, Zürich 2022, ISBN 978-3-643-91450-7.
- (als Hrsg. mit Philipp David, Thomas Erne, Malte Dominik Krüger) Bauen – Wohnen – Glauben. Lebendige Architektur und religiöse Räume, Leipzig 2023, ISBN 3-374-07215-1.